# Naoki Sanda
Naoki Sanda (japanisch 三田 尚希 Sanda Naoki; * 16. August 1992 in der Präfektur Nagano) ist ein japanischer Fußballspieler.

## Karriere
Sanda erlernte das Fußballspielen in der Schulmannschaft der Aomori Yamada High School und der Universitätsmannschaft der Meiji-Universität. Seinen ersten Vertrag unterschrieb er 2015 bei ReinMeer Aomori FC. Für den Verein aus Aomori absolvierte er 46 Ligaspiele. 2017 wechselte er nach Imabari zum Viertligisten FC Imabari. Für den Verein absolvierte er 56 Ligaspiele. 2019 wechselte er zum Drittligisten Vanraure Hachinohe. Für den Verein aus Hachinohe stand er 33-mal in der dritten Liga auf dem Spielfeld. Im Januar 2020 unterschrieb er einen Vertrag beim ebenfalls in der dritten Liga spielenden AC Nagano Parceiro.